# Сърнец
Сърнец е село в Североизточна България. То се намира в община Тервел, област Добрич.

## Културни и природни забележителности
До селото има слабопроучен археологически обект с неизяснена същност.

## История

### Средновековие
Като свидетелство за култовата практика и присъствието на българско езическо население в района на днешното село, се приема идентифицирания преносим каменен жертвеник от ранното средновековие, един от осемте, намерени в днешните български земи.

### След Освобождението
през 1894 г. в частен дом в селото е открито Основно училище „Христо Ботев“, което през 1900 г. се премества в новопостроена сграда.
В селото функционира земеделска кредитна кооперация „Надежда“, ликвидирана преди Първата световна война. По време на румънската окупация на Южна Добруджа кредитната ѝ дейност е възстановена.
Народно читалище „Наука“ е учредено в селото през 1940 г.

## Население
Преброяване на населението през 2011 г.
Численост и дял на етническите групи според преброяването на населението през 2011 г.:
|                     | Численост | Дял (в %) |
| Общо                | 220       | 100,00    |
| Българи             | 31        | 14,09     |
| Турци               | 35        | 15,90     |
| Цигани              | 103       | 46,81     |
| Други               | 0         | 0,00      |
| Не се самоопределят | 0         | 0,00      |
| Неотговорили        | 50        | 22,72     |

## Личности
Родени
- Калинка Вълчева (р. 1942), народна певица, солистка на „Мистерията на българските гласове“